# رودولف بیندینگ
رودولف بیندینگ (انگلیسی: Rudolf Bindig) یک سیاست‌مدار اهل آلمان است. او از اعضای حزب سوسیال دموکرات آلمان(SPD) می‌باشد. او یک سیاستمدار آلمانی که هشت بار ۱۹۷۶–۲۰۰۵ به عنوان یک عضو مجلس فدرال برای حزب سوسیال دموکرات آلمان انتخاب شده است